# 妮芙努
妮芙努（鄒族語：Nivnu），為鄒族傳說中宇宙天地萬物的創造者，具有極大威能，是天上的女神。

## 傳說
- 妮芙努跨足於群山之上，為人類界定居住的領域teela yoni ta yatatiskova，用腳踩踏，使西部成為平原poneo，而東方為崇山峻嶺的地形。[2]

- 妮芙努與娑耶娑哈(Soesoha)兩位神一同沿河走到yovokutana二河匯流處洗頭。當妮芙努洗頭時，水面飄石斛蘭的花瓣；然而娑耶娑哈洗頭時，河面漂浮的卻是大片菌菇。[3]

- 太古時候，天界的萬物之神-妮芙努，有一天看到地界無人類，覺得是創造上的缺失，因此命令哈莫(Hamo)大神，肩負著播種人類的使命，從天界降臨到大地。哈莫大神來到了地界，找了個地方把從天界帶來的人種播種在地上，不久，就從地上長出人類，他們就是現在人類的祖先。人類的祖先相互交配繁殖成為眾人，人口增加後原先的居地也越來越擁擠。[4]

- 很久以前，妮芙努來到人間，在特富野（Tfuya）以種植(或搖動楓樹)的方式種出了兩個人，此二人即是特富野人的祖先。[5][6]

- 妮芙努在特富野部落中的大石上留下足印，並且叮嚀族人:「你們務必要記得這個標記」。[7]

## 解說
- 浦忠勇：「創造神妮芙努（Nivnu）造出宇宙萬物；天神哈莫(Hamo)負責管理宇宙萬物」。[8]
- 田哲益：「妮芙努神(Nivnu)為天地的創造者」。[8]
- 浦忠成：「鄒族並沒有純粹造天造地的神話，只有調整天地的故事，但也不妨視以為天地的第二次創造」。[8]

## 外部連結
- 鄒族人文（页面存档备份，存于）
- 「鄒」與「林」親密戰友・共享山林智慧-中央廣播電臺（页面存档备份，存于）
- 掌管死亡既神既名稱（页面存档备份，存于）
- 原住民族傳統智慧創作保護資訊網（页面存档备份，存于）